# 에버렛 맥길
에버렛 맥길(Everett McGill, 1945년 10월 21일 ~ )은 미국의 배우이다.

## 출연 작품
- 스트레이트 스토리 (1999)
- 프레지던트 (1996)
- 언더 씨즈 2 (1995)
- 공포의 계단 (1991)
- 독부의 키스 (1990)
- 트윈 픽스 시즌1 (1990)
- 백색 전쟁 (1990)
- 007 살인면허 (1989)
- 승리의 전쟁 (1986)
- 악마의 분신 (1985)
- 사구 (1984)
- 불을 찾아서 (1981)
- 도전 (1980)